# Louise Rayner
Louise Ingram Rayner (Matlock Bath, Derbyshire, 21 de juny de 1832 − St Leonards-on-Sea, Hastings, 8 d'octubre de 1924) va ser una artista d'aquarel·les anglesa.

## Família d'artistes
Louise va néixer a Matlock Bath al comtat de Derbyshire. Els seus pares, Samuel Rayner i Ann Rayner (née Manser) eren ambdós artistes destacats; Samuel va exhibir el seu primer treball a la Royal Academy of Arts quan tenia 15 anys. Quatre de les germanes de Louise (Ann ("Nancy"), Margaret, Rose i Frances) i el seu germà Richard també van ser artistes. La família van viure a Matlock Bath i Derby abans de traslladar-se a Londres el 1842.

## Estudi artístic i tutela
Louise va estudiar pintura des dels 15 sota el guiatge del seu pare i més endavant amb artistes reconeguts amics de la família com George Cattermole, Edmund Niemann, David Roberts i Frank Stone. El seu primer treball exhibit va ser titulat The Interior of Haddon Chapel ('L'interior de la Capella de Haddon), exposat a la Royal Academy of Arts el 1852; seria el primer d'una sèrie de pintures a l'oli.

## Aquarel·la
Des de 1860, les seves pintures van ser a l'aquarel·la i van ser exhibides durant més de 50 anys en entitats prestigioses com la Society of Lady Artists, The Royal Academy, Royal Watercolour Society i la Royal Society of British Artists.

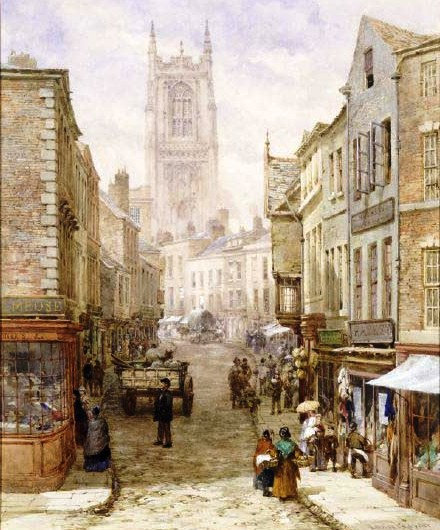
Irongate (1924) exhibit a la Derby Museum and Art Gallery.

## Chester
Va viure a Chester a la Marca de Gal·les, encara que va viatjar molt, pintant escenes de la Gran Bretanya, durant els estius de la dècada de 1870 i de 1880. Els seus quadres eren molt detallats i pintorescos sobre escenes de carrers poblats, capturant el caràcter "de l'antic ambient" dels pobles i ciutats britànics en plena expansió de l'època victoriana. Les seves pintures són molt populars avui dia en impressions i trencaclosques. Pels volts de 1910 es traslladà amb la seva germana a Tunbridge Wells i més endavant a St Leonards, on va morir el 1924 a l'edat de 92 anys.

## Llegat
La col·lecció d'obres de l'artista està repartida entre la Russell-Cotes Art Gallery & Museum, Bournemouth, Derby Museum and Art Gallery, i el Grosvenor Museum de Chester que posseeix la major col·lecció pública de l'autora amb un total de 23 aquarel·les.